# Motilleja (kommunhuvudort)
Motilleja är en kommunhuvudort i Spanien.   Den ligger i provinsen Provincia de Albacete och regionen Kastilien-La Mancha, i den centrala delen av landet, 210 km sydost om huvudstaden Madrid. Motilleja ligger 672 meter över havet och antalet invånare är 550.
Terrängen runt Motilleja är platt. Runt Motilleja är det ganska glesbefolkat, med 34 invånare per kvadratkilometer. Närmaste större samhälle är Madrigueras, 5,7 km norr om Motilleja. Trakten runt Motilleja består till största delen av jordbruksmark.